# Cromatografía líquida de alta eficacia

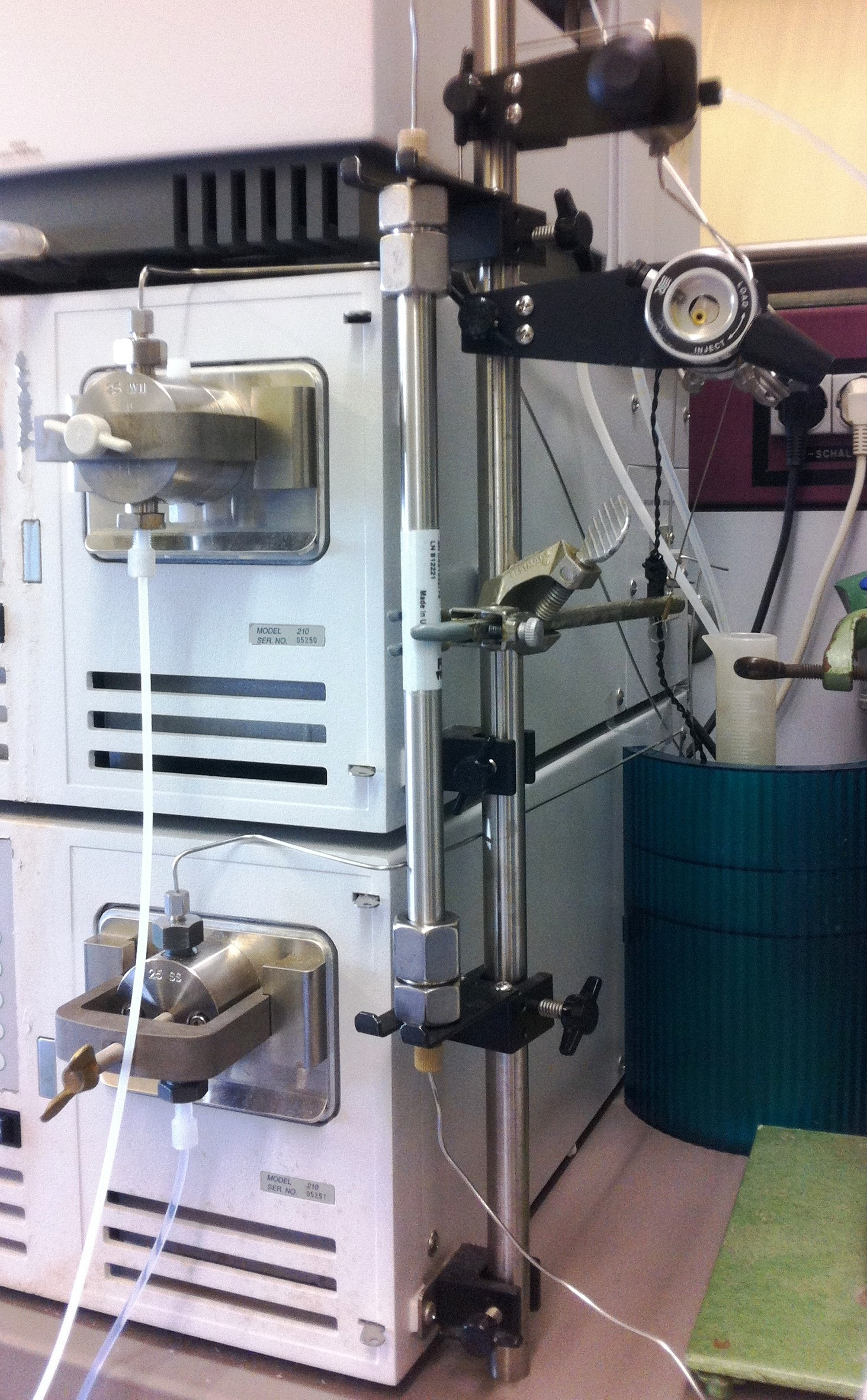
Columna HPLC (cilindro metálico) montada en un sistema cromatográfico

La cromatografía líquida de alta eficacia (HPLC) (por sus siglas en inglés de High Performance Liquid Chromatography), es una modalidad de cromatografía líquida en columna que se caracteriza por el empleo de rellenos de fase estacionaria de reducido tamaño de partícula (de hasta 3 μm), con lo que se consigue una mejora sustancial en la eficacia separativa, tanto en lo que a resolución de los solutos se refiere, como en lo relativo al tiempo empleado en el análisis, por lo que también se denomina, alternativamente, cromatografía líquida de alta resolución. Dada la importante mejora en las prestaciones, esta modalidad de cromatografía líquida no precisa de largas columnas, siendo lo habitual que estas no excedan de los 25 cm de longitud. Respecto al diámetro de las columnas, estas también son más estrechas que las utilizadas en la modalidad clásica (de 2 a 5 mm de diámetro interno). Esta modalidad de cromatografía es de uso frecuente en el análisis químico y bioquímico. 
El empleo de columnas estrechas con rellenos de fase estacionaria de pequeño diámetro de partícula implica una mayor resistencia al paso del eluyente a través de la fase estacionaria,  por lo que es necesario emplear elevadas presiones, que pueden llegar a alcanzar las 450 atm (45 MPa) con el fin de obtener caudales constantes de 0,5 a 5 mL/min, es por ello que, a veces, a esta modalidad de cromatografía se le denomina cromatografía líquida de alta presión. 

## Técnicas de HPLC
La separación cromatográfica de solutos mediante HPLC puede llevarse a cabo mediante diferentes procedimientos o técnicas. Las más importantes son:

### Cromatografía de fase normal
La cromatografía de fase normal o normal phase HPLC (NP-HPLC) fue el primer tipo de sistema HPLC utilizado en el campo de la química, y se caracteriza por separar los compuestos sobre la base de su polaridad. Esta técnica utiliza una fase estacionaria polar y una fase móvil apolar  y se utiliza cuando el compuesto de interés es bastante polar. El compuesto polar se asocia y es retenido por la fase estacionaria. La fuerza de absorción aumenta a medida que aumenta la polaridad del compuesto y la interacción entre el compuesto polar y la fase estacionaria polar (en comparación a la fase móvil) aumenta el tiempo de retención.
La fuerza de interacción no sólo depende de los grupos funcionales del compuesto de interés, sino también en factores estéricos, de forma que los isómeros estructurales a menudo se pueden diferenciar el uno del otro. La utilización de disolventes más polares en la fase móvil disminuye el tiempo de retención de los compuestos mientras que los disolventes más hidrofóbicos tienden a aumentar el tiempo de retención.
La NP-HPLC cayó en desuso en los años 1970 con el desarrollo de la HPLC de fase inversa o reversed-phase HPLC. En la NP-HPLC existía poca reproducibilidad de los tiempos de retención, puesto que los disolventes próticos cambiaban el estado de hidratación de la gel de sílice o alúmina de la cromatografía.

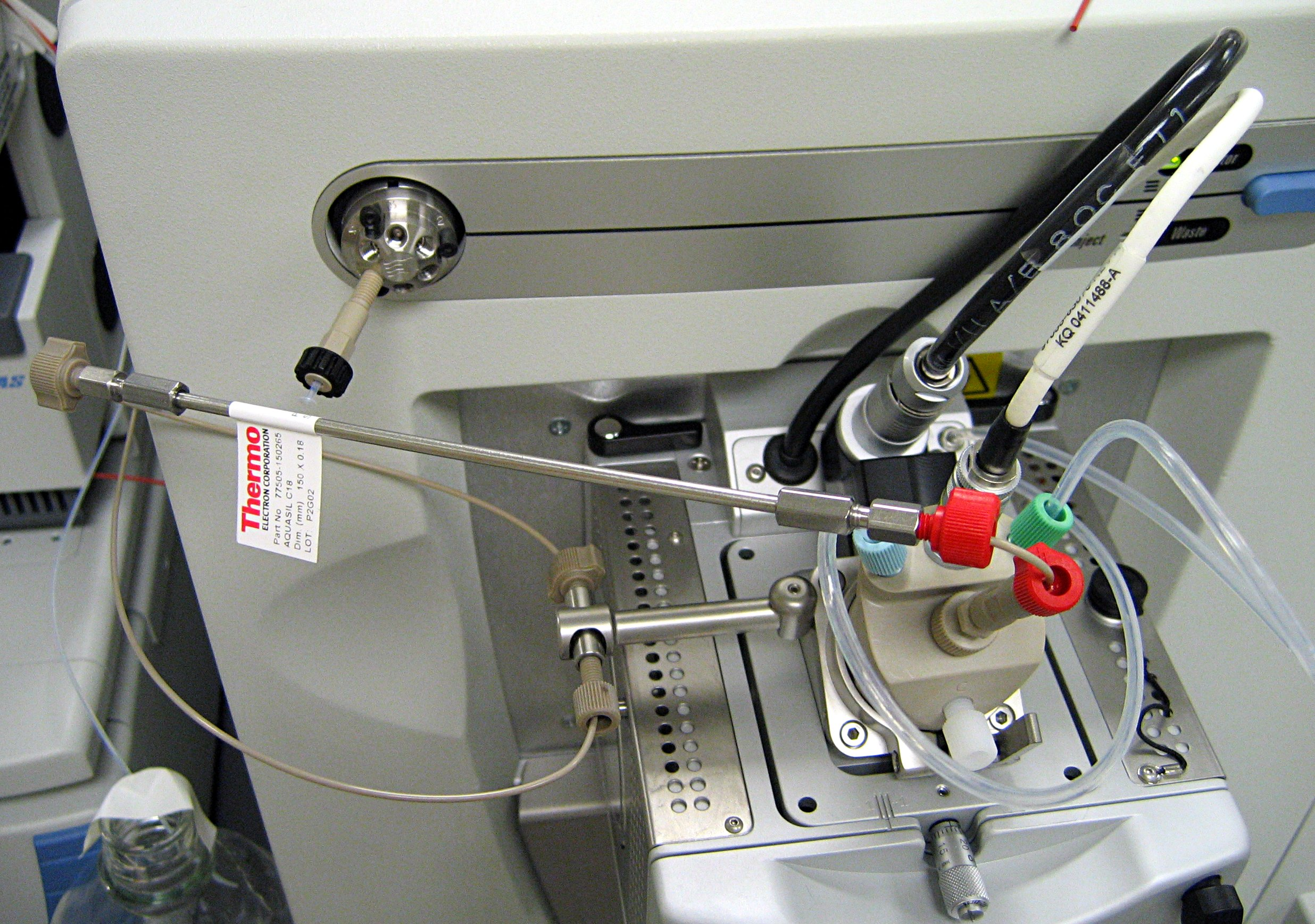
Micro columna HPLC, con un caudal de trabajo de 1,5uL/min

### Cromatografía de fase inversa (o reversa)
La HPLC de fase inversa (RP-HPLC) emplea fases estacionarias apolar y fases móviles de polaridad moderada. Una de las fases estacionarias más comunes de este tipo de cromatografía es un  líquido  unido  químicamente  a  un  soporte  sólido  mediante  enlace covalente, por  lo que se  podría hablar  de  un pseudo-líquido,  dando lugar  a la cromatografía  de  fase ligada. El soporte sólido suele ser gel de sílice tratada con RMe2SiCl, donde la R es una cadena de alcano tal como C18H37 o C8H17. El tiempo de retención es mayor para las moléculas de naturaleza apolar, mientras que las moléculas de carácter polar eluyen más rápidamente.
El tiempo de retención aumenta con la adición de disolvente polar a la fase móvil y disminuye con la introducción de disolventes más hidrofóbicos. La cromatografía de fase reversa es tan utilizada, que a menudo se la denomina HPLC sin ninguna especificación adicional. La cromatografía de fase reversa se basa en el principio de las interacciones hidrofóbicas que resultan de las fuerzas de repulsión entre un disolvente relativamente polar, un compuesto relativamente apolar, y una fase estacionaria apolar. La fuerza conductora en la unión del compuesto a la fase estacionaria es la disminución del área del segmento apolar del analito expuesto al disolvente. Este efecto hidrofóbico está dominado por el aumento de la entropía, y la consecuente disminución de la energía libre, asociada con la minimización de la interfase compuesto-disolvente polar. El efecto hidrofóbico disminuye con la adición de disolvente apolar a la fase móvil. Esto modifica el coeficiente de partición, de forma que el compuesto se mueve por la columna y eluye.
Las características del compuesto de interés juegan un papel muy importante en la retención. En general, un compuesto con una cadena alquil larga se asocia con un tiempo de retención mayor porque aumenta la hidrofobicidad de la molécula. Aun así, las moléculas muy grandes pueden ver reducida la interacción entre la superficie del compuesto y la fase estacionaria, ya que no pueden entrar en los poros más pequeños de la fase estacionaria. El tiempo de retención aumenta con el área de superficie hidrofóbica que suele ser inversamente proporcional al tamaño del compuesto. Los compuestos ramificados suelen eluir más rápidamente que sus isómeros lineales puesto que la superficie total se ve reducida.
Aparte de la hidrofobicidad de la fase inmóvil, otras modificaciones de la fase móvil pueden afectar la retención del compuesto; por ejemplo, la adición de sales inorgánicas provoca un aumento lineal en la tensión superficial, y como la entropía de la interfase compuesto-disolvente está controlada precisamente por la tensión superficial, la adición de sales tiende a aumentar el tiempo de retención.
Otra variable importante es el pH, puesto que puede cambiar la hidrofobicidad del compuesto. Por este motivo, la mayoría de métodos utilizan un tampón como el fosfato de sodio para controlar el valor del pH. Estos tampones controlan el pH, pero también neutralizan la carga o cualquiera resto de silica de la fase estacionaria que haya quedado expuesta y actúan como contraiones que neutralizan la carga del compuesto. El efecto de los tampones sobre la cromatografía puede variar, pero en general mejoran la separación cromatográfica.
Las columnas de fase reversa se echan a perder con menor facilidad que las columnas de silica normales. Aun así, muchas columnas de fase reversa están formadas por silica modificada con cadenas alquil y no se deben utilizar nunca con bases en medio acuoso, puesto que éstas podrían dañar el esqueleto de silica subyacente. Las columnas se pueden utilizar en ácidos en medio acuoso pero no deberían estar expuestas demasiado tiempo al ácido porque puede corroer las partes metálicas del aparato de HPLC.

### Cromatografía bidimensional
Es un procedimiento o técnica cromatográfica en el que todos los componentes separados de la muestra, o algunos de ellos, se someten a una etapa de adicional de separación. En la cromatografía líquida de alta eficacia esto se consigue mediante el acoplamiento de dos sistemas cromatógrafos mediante una válvula de desplazamiento de alta presión que permita, en un momento dado, trasferir la muestra desde una columna inicial a una segunda columna donde se completa la separación. La técnica se puede utilizar para una mayor resolución de mezclas complejas que no se pueden separar por completo en un solo medio, para la limpieza de muestras eliminando la matriz o los compuestos que interfieren, para aumentar el rendimiento de la muestra y para el enriquecimiento de trazas de compuestos menores de interés. En la versión más popular de cromatografía bidimensional, solamente uno o un reducido número de compuestos de interés se transfieren al segundo sistema de separación. Sin embargo, en los casos en que se requiere la caracterización completa de mezclas complejas, todos los componentes de la muestra inyectada en la primera columna se transfieren a la segunda columna. En este caso, el proceso se denomina cromatografía bidimensional “integral” (o "completa") y aunque se trata de HPLC, se suele expresar mediante la notación corta LCxLC.  En otros casos, el interés analítico esta en la separación y análisis de una parte de la muestra. Es este caso solo se transfiere un grupo de picos desde el primer cromatógrafo al segundo,  por lo que el proceso se conoce como cromatografía bidimensional “lineal” o “de corte en corazón”, que generalmente se abrevia con un guion (es decir, LC-LC) como si se tratar del acoplamiento de dos cromatógrafos en línea.  Hay casos en que se pueden llegar a combinar varias etapas adicionales de separación. Cuando se da esta situación, la técnica recibe el nombre de HPLC multidimensional.

### Cromatografía mediante derivatización post-columna
En aquellos casos en que los analitos eluídos de la columna cromatográfica no son fáciles de detectar, bien por su estructura molecular o bien porque el sistema de detección utilizado no es muy sensible, se puede proceder a la derivatización mediante reacciones químicas que mejoren sus características. Estas reacciones de derivatización se llevan a cabo, en continuo, a la salida de la columna cromatográfica y antes de llegar ar detector. El empleo de esta técnica de trabajo en HPLC, dependiendo de los reactivos derivatizantes empleados, puede llegar  a aumentar la sensibilidad en un factor superior a 1000, sobre todo cuando se llevan a cabo derivatizaciones para convertir los solutos que no presentan fluorescencia en moléculas fluorescentes y se utiliza un detector de este tipo, mucho más sensible que los detectores de absorción ultravioleta-visible. La derivatización también puede tener lugar antes que la muestra entre en la columna. En estos casos la técnica se conoce como cromatografía mediante derivatización pre-columna.

## Clasificación según el mecanismo de separación
La separación cromatográfica mediante HPLC se basa en diferentes mecanismos de separación. En función del mecanismo predominante, la cromatografía líquida de alta eficacia recibe los nombres de:

### Cromatografía de adsorción
La separación se basa fundamentalmente en las distintas afinidades de adsorción de los componentes de la muestra hacia la superficie de un sólido activo. Generalmente están implicados fenómenos de fisisorción del tipo fuerzas de Van der Waals y enlaces de hidrógeno. La fase estacionaria presenta centros activos con dipolos permanentes o inducidos o también terminales con radicales -OH libres. Se caracteriza por utilizar una fase estacionaria sólida (adsorbente) de carácter polar y una fase móvil líquida (eluyente) apolar, por lo que sería el mecanismo habitual en que se basa la cromatografía líquida de alta eficacia en fase normal (NP-HPLC).

### Cromatografía de reparto
Es el tipo de cromatografía de líquidos de alta eficacia (HPLC), más ampliamente utilizado. En esta modalidad, la fase estacionaria es un líquido retenido sobre un soporte sólido e inmiscible con la fase líquida móvil por lo que la separación se produce como consecuencia de la diferencias de solubilidad de los solutos con la fase estacionaria y con la fase móvil. Dependiendo de como se disponga la polaridad de la fase fase móvil, la técnica de separación puede llevarse a cabo mediante cromatografía líquida de reparto en fase fase normal (NP-HPLC) o en fase inversa (RP-HPLC).   
La cromatografía líquida de reparto en fase fase normal (NP-HPLC) utiliza de un líquido polar, unido mediante adsorción física a un soporte. El  líquido adsorbido que  constituye la  fase  estacionaria  debe  ser  inmiscible  con la fase móvil;  puede ser  cualquiera pero normalmente es  de tipo polar  y retenido  sobre un soporte polar,  usualmente sílice,  con objeto de  que  las  fuerzas de  adsorción entre la fase estacionaria líquida  y el soporte  de sílice sean intensas,  minimizando la liberación  del  líquido  de la fase  estacionaria. La separación se produce al repartirse los solutos en función de la solubilidad de estos. Generalmente los solutos más polares son retenidos más fuertemente que los apolares. No obstante, cuando se utiliza sílice como soporte sólido las  interacciones no son de partición pura, ya que también pueden pueden contribuir a la separación las interacciones relacionadas con los mecanismos de adsorción,  si  bien la partición suele ser el  mecanismo primario de interacción.
En cromatografía líquida de reparto en fase inversa (RP-HPLC) lo que se une al soporte de sílice es un líquido apolar o más bien, un radical químico unido covalentemente, lo que le confiere mayor estabilidad a la fase estacionaria, por lo que a veces también se se le denomina cromatografía líquida de fase ligada. Al ser la fase estacionaria muy apolar (las radicales unidos a la sílice pueden ser cadenas hidrocarbonadas de ocho carbonos (C8) o de dieciocho(C18)) para que se produzca el reparto de los solutos entre esta fase y la fase móvil, esta última tiene que ser relativamente polar, por lo que habitualmente se forma mediante mezclas de agua con metanol, acetonitrilo y ocasionalmente tetrahidrofurano, disolventes orgánicos con grupos polares.  

### Cromatografía de exclusión molecular
La cromatografía de exclusión molecular, también conocida como cromatografía por filtración en gel, separa las partículas de la muestra en función de su tamaño. Generalmente se trata de una cromatografía de baja resolución, de forma que se suele utilizar en los pasos finales del proceso de purificación. También es muy útil para la determinación de la estructura terciaria y la estructura cuaternaria de las proteínas purificadas.

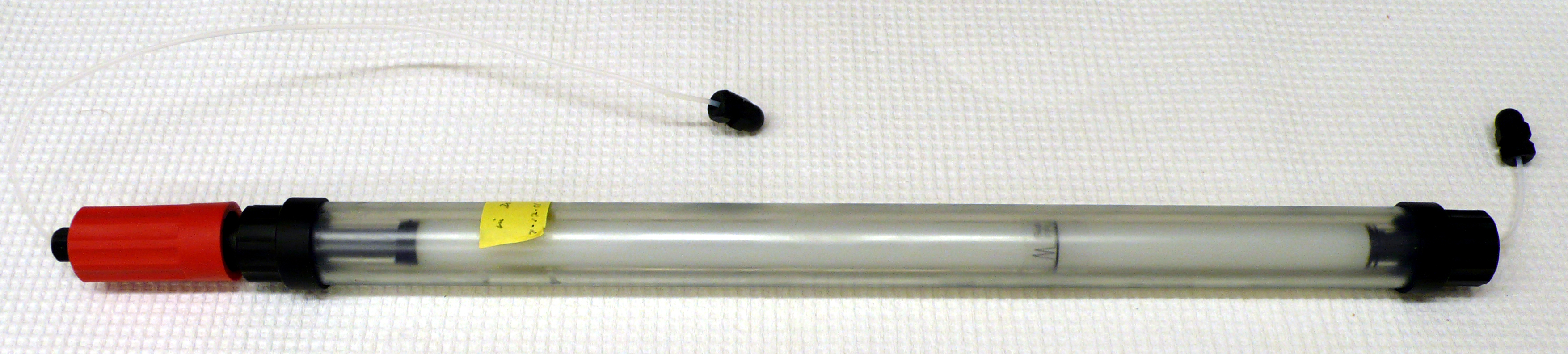
Columna HPLC de exclusión molecular

La cromatografía de filtración molecular es un método de cromatografía en columna por el cual las moléculas se separan según su peso molecular, o más precisamente, según su radio de Stokes.
En esta cromatografía, la fase estacionaria consiste en largos polímeros entrecruzados que forman una red tridimensional porosa. A los fines prácticos, la columnas se empaquetan con pequeñas partículas esferoidales formadas por esos polímeros entrecruzados. En consecuencia, estas partículas son porosas, y el tamaño de los poros es tal que algunas moléculas (las demasiado grandes) no podrán ingresar a esos poros, en tanto que otras (las suficientemente pequeñas) podrán pasar libremente. Los poros quedan conectados formando una malla o red, lo cual determina una serie de caminos a ser recorridos por las moléculas que acceden al interior de esta. Por tanto, las moléculas de mayor tamaño salen en primer lugar de la columna, al quedarse menos retenidas en los poros, mientras que las más pequeñas saldrán en último lugar.

### Cromatografía de iones o de intercambio iónico

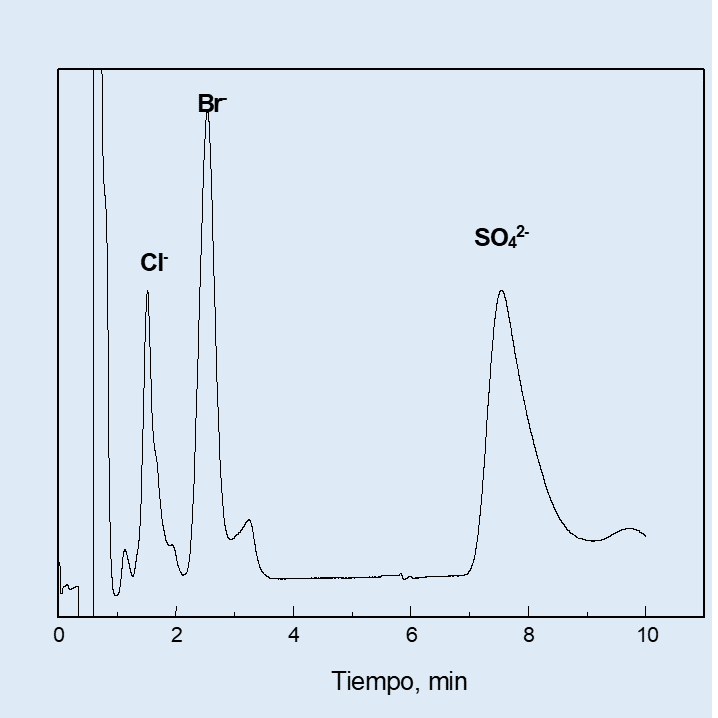
Cromatograma de iones que muestra la separación de cloruro, bromuro y sulfato

En la cromatografía de intercambio iónico, la retención se basa en la atracción electrostática entre los iones en solución y las cargas inmovilizadas a la fase estacionaria. Los iones de la misma carga son excluidos mientras que los de carga opuesta son retenidos por la columna. Algunos tipos de intercambiadores iónicos son: i) Resinas de poliestireno, ii) intercambiadores iónicos de celulosa y dextranos (geles) y iii) Silica porosa o vidrio de tamaño de poro controlado. En general los intercambiadores iónicos favorecen la unión de iones con elevada carga y radio pequeño. Un incremento en la concentración del contraión (respecto a los grupos funcionales de la resina) reduce el tiempo de retención. Un incremento en el pH reduce el tiempo de retención en las cromatografías de intercambio catiónico mientras que una disminución del pH reduce el tiempo de retención en las cromatografías de intercambio aniónico. Este tipo de cromatografía es ampliamente utilizado en las siguientes aplicaciones: purificación de agua, concentración de componentes traza, cromatografía de proteínas por afinidad a metales inmovilizados (IMAC), cromatografía de proteínas por intercambio iónico, cromatografía de carbohidratos y oligosacáridos por intercambio de aniones a elevado pH, etc.

### Cromatografía basada en bioafinidad
Este tipo de cromatografía se basa en la capacidad de las sustancias biológicamente activas de formar complejos estables, específicos y reversibles. La formación de estos complejos involucra la participación de fuerzas moleculares como las interacciones de Van der Waals, interacciones electrostáticas, interacciones dipolo-dipolo, interacciones hidrofóbicas y puentes de hidrógeno entre las partículas de la muestra y la fase estacionaria.

### Cromatografía líquida de alta eficacia en condiciones desnaturalizantes (DHPLC)
Se trata de un método que se emplea para el rastreo de mutaciones (ya casi totalmente en desuso debido al auge de la secuenciación), que permite detectar la presencia de variaciones en el ADN aunque no se determinan específicamente cuáles. En este caso, se utiliza la técnica cromatográfica para la detección de heterodúplex de ADN, en lugar de utilizar un gel para correr las moléculas de ácidos nucleicos.
El procedimiento consiste en desnaturalizar (aumentando la temperatura normalmente) una muestra que contenga tanto el ADN problema como un ADN control, que no es más que el mismo ADN problema pero en su versión silvestre o normal (sin mutaciones). Luego se procede a renaturalizar (disminuyendo la temperatura), de manera que aquellas cadenas de ADN que vuelvan a unirse con sus respectivas complementarias (cadena "a" silvestre con cadena "b" silvestre; o bien cadena "a" mutante con cadena "b" mutante) no presentarán diferencia con el estado original; sin embargo, si por ejemplo una cadena "a" silvestre híbrida con una cadena "b" mutante, aquella región (más o menos amplia) en la que exista mutación no complementará, formándose un bucle u horquilla, es decir, una región en la que las bases nitrogenadas no son complementarias y no establecen las uniones características por puentes de hidrógeno en la doble hélice de ADN. Dichas estructuras son los denominados heterodúplex (dúplex de ADN híbridos). Estos heterodúplex migran de forma diferente a los homodúplex en la columna de cromatografía de fase reversa (al igual que lo hacen en un gel de agarosa o acrilamida). La separación se realiza en condiciones desnaturalizantes variables, detectándose las moléculas de ADN midiendo la absorbancia a 260 nm. Esto origina un pico de elución a un tiempo característico. A medida que se incrementan las condiciones desnaturalizantes los heterodúplex migran por delante de los homodúplex, apareciendo los picos correspondientes a heterodúplex antes en el gráfico resultante, el cromatograma. De esta manera, como los heterodúplex se desnaturalizan a temperaturas distintas a los homodúplex, ambas moléculas dan lugar a picos de elución distintos.
Previo al proceso inicial de desnaturalización se suele llevar a cabo una PCR para la amplificación del ADN molde en fragmentos de unas 150-450 pb.
Con este sistema pueden detectarse fácilmente sustituciones de una base, inserciones o deleciones, con un coste reducido y de manera rápida (aproximadamente 16 minutos).

### Cromatografía quiral
La cromatografía quiral permite separar los estereoisómeros de una mezcla racémica de  sustancias que presentan asimetría quiral. Los enantiómeros o isómeros ópticos de las sustancias quirales se caracterizan por tener las mismas propiedades químicas y físicas y por consiguiente la misma reactividad química. Solo se diferencias en su actividad óptica, ya que uno de los enantiómeros gira el plano de la luz polarizada hacia la izquierda (isómero L) mientras que el otro lo hace hacia la derecha (isómero D). En consecuencia, este tipo de sustancias son muy difíciles de separar, pues al compartir las mismas propiedades físicas y químicas no se ven afectados por la mayoría de métodos de separación, incluidas las técnicas cromatográficas tradicionales. Sin embargo, en la naturaleza, cada enantiómero presenta actividades biológicas muy diferentes entre sí, lo que juega un papel muy importante en numerosos procesos naturales. En el caso de sustancias xenobióticas, como productos farmacéuticos, agroquímicos, etc., puede ocurrir que cada enantiómero presente  comportamientos muy diferentes y por lo general, solamente una de las formas enantioméricas es activa biológicamente tal y como  quedó demostrado tras la crisis sanitaria causada por el fármaco talidomida.

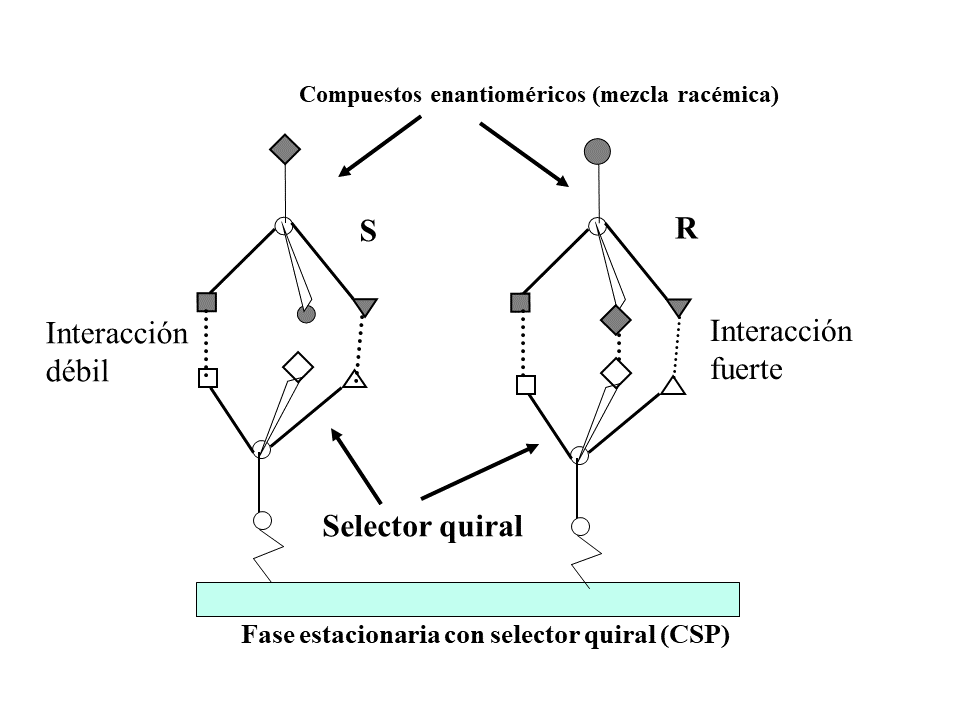
Cromatografía quiral. Posibles interacciones entre enantiómeros y el selector quiral de la fase estacionaria

Para la separación de los enantiómeros, la cromatografía líquida de alta eficacia  representa el método más popular y ampliamente utilizado en el análisis de una gran variedad de mezclas racémicas.  Para la separación cromatográfica se puede operar de dos maneras diferentes:  
1. Añadir un compuesto enantioméricamente puro a la fase móvil que actúa como selector quiral, que forma un complejo diastereoisomérico transitorio preferente con uno de los dos diastereoisómeros, por lo que al cambiar las propiedades físicas de ambos isómeros, también cambian sus interacciones con la fase estacionaria, por lo que pueden llegar a separarse.
2. Utilizar fases estacionarias quirales, formadas por partículas poliméricas o de sílice a las que se les une una molécula, generalmente voluminosa, con propiedades quirales y que se conoce como selector quiral. Existen numerosas sustancias que se pueden utilizar como sectores quirales en este tipo de cromatografía, siendo los más importantes y ampliamente utilizados: algunos polisacáridos, ciclodextrinas, antibióticos glicopéptidos macrocíclicos, proteínas, éteres corona y muchos otros compuestos[15]

Esta segunda opción es la más utilizada en la actualidad y la separación se produce por las diferentes posibilidades de interacción entre los enantiómeros y el selector quiral unido a la fase estacionario. Entre ambos se producen interacciones de tipo enlace de hidrógeno, π-π o formación de dipolos y otras similares. Dependiendo del selector quiral de la fase estacionaria, la interacción puede ser más intensa o menos, de modo que su estructura "encaja" mejor con uno de los enantiómeros. Por tanto, el tiempo de retención de uno de ellos es superior, lo que permite separar una mezcla racémica en dos compuestos enantiómeros puros.

## Proceso de elución
El proceso de separación y elución de los componentes de una mezcla mediante HPLC, puede llevarse a cabo sin modificación de la composición del eluyente denominado HPLC isocrática o puede modificarse su composición a lo largo del proceso de elución, en cuyo caso se denomina HPLC en gradiente. El empleo de uno u otro tipo de elución depende del tipo de muestra y de la composición de esta. Genéricamente,  la cromatografía de líquidos en  modo isocrático se  aplica  para la separación  de  compuestos  de  polaridad similar.  En  cambio,  en modo  gradiente se aplica  cuando los  compuestos de la  muestra  tienen una  polaridad muy diferente.
En  HPLC isocrática, el compuesto pasa por la columna cromatográfica a través de la fase estacionaria mediante el bombeo del líquido eluyente (fase móvil) a alta presión manteniendo siempre la misma composición de fase móvil, con lo que no se modifica su poder eluotrópico, es decir, su capacidad de separación. La muestra a analizar es introducida en pequeñas cantidades y sus componentes se retrasan diferencialmente dependiendo de las interacciones químicas o físicas con la fase estacionaria a medida que avanzan por la columna. El grado de retención de los componentes de la muestra depende de la naturaleza del compuesto, de la composición de la fase estacionaria y de la  composición de la fase móvil. Los disolventes más utilizados en la composición de la fase móvil inversa son agua, el metanol y el acetonitrilo, que se emplean en mezclas de determinada proporción. El agua puede contener tampones, sales o compuestos como el ácido trifluoroacético, que ayudan a la separación de los compuestos.   El tiempo que tarda un compuesto para ser eluido de la columna se denomina tiempo de retención y se considera una propiedad identificativa y característica de un compuesto en una determinada fase móvil y estacionaria. La utilización de presión en este tipo de cromatografías incrementa la velocidad lineal de los compuestos dentro de la columna y reduce así su difusión dentro de la columna, mejorando la resolución de la cromatografía. 
Una mejora introducida en la técnica de HPLC descrita fue la variación en la composición de la fase móvil durante el análisis, conocida como elución en gradiente. Mediante este tipo de elución lo que se busca es aumentar el poder eluotrópico de la fase móvil, de forma que se obtenga la separación de los solutos en el menor tiempo posible y sin pérdidas en la resolución entre ellos, es decir, evitando que se eluyan solapados. Experimentalmente,  el  modo gradiente se realiza  inyectando la muestra  en un disolvente con  bajo poder de elución. Por ejemplo, para el caso de la modalidad en fase inversa un 5% de acetonitrilo / 95% de agua. Esta composición de la fase móvil hace que los analitos queden al comienzo de la columna. Seguidamente, tras la inyección de la muestra se aplica un programa de modificación de las proporciones de acetonitrilo / agua, aumentando la proporción del primero, con lo que aumenta el poder eluotrópico de la fase móvil y los solutos comienzan a desplazarse a través de la fase estacionaria, aumentado la velocidad de desplazamiento a medida que aumenta la proporción de acetonitrilo. Si el gradiente es lineal y se programa adecuadamente,  la anchura  de los picos resultantes es similar con la ventaja añadida de que se acorta el tiempo de análisis. A menudo, hace falta realizar una serie de pruebas previas para optimizar el gradiente de forma que permita una buena separación de los compuestos. La elución en gradiente requiere del empleo de bombas programables con distintos canales de entrada,  la cual mezcla los distintos componentes de la fase móvil durante la cromatografía.

## Parámetros

### Platos teóricos
El número de platos teóricos es el parámetro fundamental que determina el poder de separación de una columna cromatográfica. La teoría de los platos teóricos se creó para la destilación continua, pero también se puede emplear en múltiples técnicas de separación, incluyendo la cromatografía. En una torre de destilación, se colocan platos o bandejas a diferentes alturas para condensar los diferentes componentes de la mezcla, de manera que en cada uno de ellos se establece un equilibrio vapor-líquido. Por tanto, al aumentar el número de platos, se mejora la separación.
En 1941, A.J. Porter Martin y Richard L. M. Synge adaptaron la teoría de platos teóricos a la cromatografía. El número de platos teóricos aumenta con la longitud de la columna, pero también depende de muchos otros factores, como el tamaño de partícula de la fase sólida (a menor tamaño mayor número de platos), la composición de la fase estacionaria, y las condiciones de la separación (fase móvil, caudal, presión, temperatura, etc)

### Diámetro interno
El diámetro interno de una columna de HPLC es un aspecto crítico que determina la cantidad de muestra que se puede cargar a la columna y también influye en su sensibilidad. A mayor diámetro, mayor es el flujo que admite la columna sin aumentar la presión, pero también aumenta la difusión molecular en su interior, lo que disminuye la resolución de la técnica, e incrementa los límites de detección y cuantificación de la técnica.  Las columnas de diámetro interno más grande (>10mm) se utilizan normalmente en la purificación de compuestos para su utilización posterior. En cambio, las columnas de diámetro interno menor (4-5 mm) se utilizan en el análisis cuantitativo de las muestras, y se caracterizan por el aumento en la sensibilidad y la minimización del consumo de disolventes que conllevan. Estas columnas se suelen denominar columnas de rango analítico.  Aparte, existen otros tipos de columnas, como las de tipo capilar, con un diámetro inferior a 0.3 mm, utilizadas principalmente en espectrometría de masas.

### Medida de las partículas

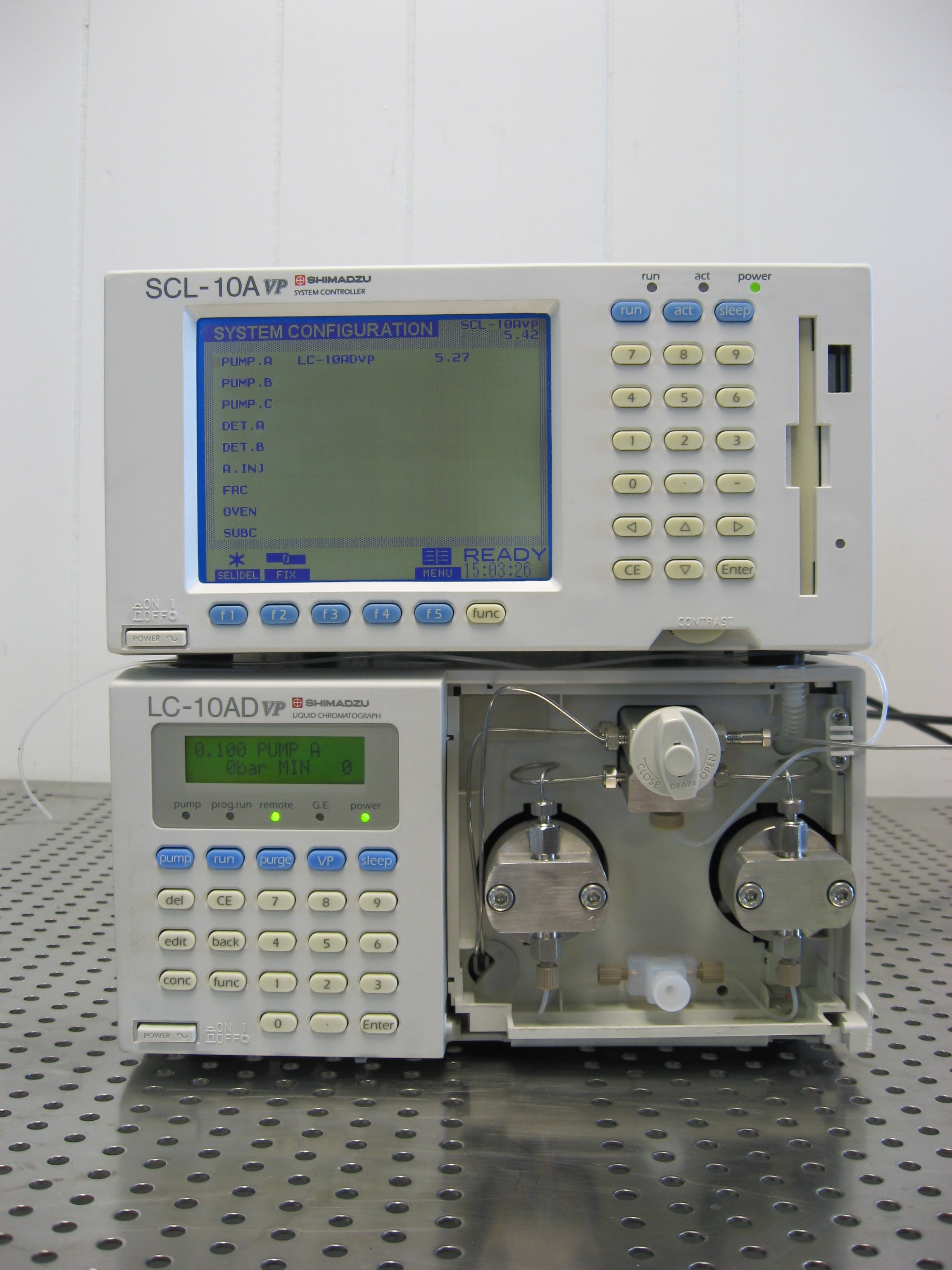
Bomba HPLC programable

La mayoría de HPLC tradicionales se realizan con una fase estacionaria unida al exterior de partículas esféricas de silica. Estas partículas pueden tener diferentes medidas, siendo las de 5 µm de diámetro las más utilizadas. Partículas más pequeñas ofrecen una mayor superficie y una mejor separación, pero la presión que se requiere por obtener una velocidad lineal óptima aumenta de forma inversamente proporcional al cubo del diámetro de la partícula. Esto significa que disminuir la medida de las partículas a la mitad, aumentaría la resolución de la columna, pero a la vez, aumentaría la presión necesaria en un factor de ocho.

### Tamaño del poro
Muchas fases estacionarias son porosas para proporcionar una mayor superficie. Los poros pequeños proporcionan una mayor superficie mientras que los poros de mayor medida proporcionan una cinética mejor, especialmente para los compuestos de tamaño más grande; por ejemplo, una proteína que sea ligeramente más pequeña que el tamaño de los poros puede entrar, pero difícilmente saldrá con facilidad.

### Presión del sistema
La presión de las bombas es variable según el modelo y fabricante, pero su rendimiento se mide en su habilidad para generar un flujo constante y reproducible. La presión puede lograr valores de hasta 40 MPa (o unas 400 atmósferas). Los aparatos más modernos de HPLC incorporan mejoras para poder trabajar a presiones más altas y, por lo tanto, poder utilizar partículas de tamaño más pequeño en las columnas (< 2 micrómetros). Estos nuevos aparatos, denominados ultra performance liquid chromatography (UPLC) pueden trabajar con valores de hasta 100 MPa de presión (unas 1000 atmósferas). (Hay que tener en cuenta que las siglas UPLC son una marca registrada de Waters Corporation aunque a 
veces se utilizan de forma general para designar este tipo de aparatos).